# Englesqueville-la-Percée
Englesqueville-la-Percée är en kommun i departementet Calvados i regionen Normandie i norra Frankrike. Kommunen ligger i kantonen Isigny-sur-Mer som ligger i arrondissementet Bayeux. År 2022 hade Englesqueville-la-Percée 93 invånare.

## Befolkningsutveckling
Antalet invånare i kommunen Englesqueville-la-Percée
Referens: INSEE